# Mexistenasellus
Mexistenasellus é um género de crustáceo da família Stenasellidae.
Este género contém as seguintes espécies:
- Mexistenasellus coahuila
- Mexistenasellus nulemex
- Mexistenasellus parzefalli
- Mexistenasellus wilkensi